# 沙克都尔扎布
參數所指定的目標頁面不存在，建議更正成存在頁面或直接建立下列一個頁面（建立前請先搜尋是否有合適的存在頁面可以取代）：
- 沙克都尔扎布 (土尔扈特)

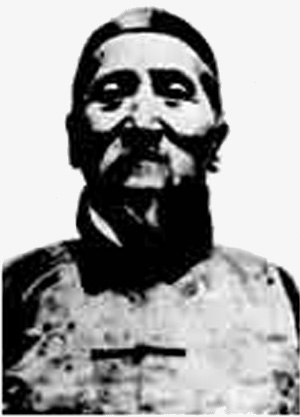
沙克都尔扎布

沙克都尔扎布（1873年—1945年），字魁占，蒙古族，博爾濟吉特氏，伊克昭盟鄂尔多斯右翼前末旗（又稱札萨克旗，今屬內蒙古自治區伊金霍洛旗）人，曾任伊克昭盟盟长、綏遠省境內蒙古各盟旗地方自治政務委員會委员长，人稱“沙王”。

## 生平
沙克都尔扎布出生于清朝同治十二年（1873年）。他是成吉思汗第30代孙，达延汗第16代孙。他的生父索敖门巴拉布尔是本族的札萨克旗第七代札萨克扎那巴兰扎的养子，他本人则是父亲索敖门巴拉布尔的弟弟克什克达责的养子。他于1897年24岁时承袭一等台吉札萨克之位，任伊克昭盟札萨克旗（又称鄂尔多斯右翼前末旗）札萨克。
光绪二十八年（1902年），清廷派贻谷为綏遠城將軍兼垦务大臣，放垦乌兰察布盟、伊克昭盟土地。伊克昭盟盟长、杭锦旗札萨克阿尔宾巴雅尔因抗垦被撤职，改由乌审旗札萨克察克都尔色楞任盟长，沙克都尔扎布任副盟长。光绪三十年（1904年）九月七日慈禧太后七十寿辰，伊克昭盟正、副盟长向慈禧太后祝寿，带头报垦“祝报地”（又称“万寿地”）。1904年9月24日，光绪帝朱批：“察克都尔色楞赏加郡王，沙克都尔扎布赏加镇国公衔。”由于札萨克旗面积很小，放垦面积又过大，造成牧民失去牧场，札萨克庙葛根旺丹尼玛（旺丹尼玛为沙克都尔扎布的内兄）领导的独贵龙运动爆发。沙克都尔扎布镇压了独贵龙运动。1920年，乌审旗独贵龙领导人席尼喇嘛逃到札萨克旗，准备到北京访问旺丹尼玛。沙克都尔扎布遂发给席尼喇嘛札萨克旗公文，支持并保护席尼喇嘛到北京找旺丹尼玛，并要他转达自己与旺丹尼玛修好之意。
民國2年（1913年）8月26日，任伊克昭盟事務幫辦。民國5年（1916年）4月13日，任伊克昭盟副盟長。民國6年（1917年）2月4日，晉封為貝勒。民國8年（1919年）11月7日，補呼倫貝爾公中佐領。民國13年（1924年）2月29日，任伊克昭盟盟长兼鄂尔多斯济农。后来历任綏遠省境內蒙古各盟旗地方自治政務委員會委员长、绥远省政府委员、南京国民政府委员等職務。民國14年（1925年）5月5日，任伊克昭盟備兵札薩克。民國14年（1925年）6月15日，晉封郡王。民國21年（1932年）1月23日，敦聘為國難會議會員。民國21年（1932年）10月27日，任蒙古伊克昭盟保安長官。民國23年（1934年）3月7日，任蒙古地方自治政務委員會委員兼副委員長。民國25年（1936年）1月25日，任綏遠省境內蒙古各盟旗地方自治政務委員會委員兼委員長。1939年他主持了成吉思汗陵西迁。1943年他在伊盟事变中曾逃入中国共产党控制区，当年返回札萨克旗。
民国三十四年（1945年）7月13日，沙克都尔扎布逝世。时年73岁。

## 家庭
- 祖父：齐默特巴粉布尔
- 养祖父：扎那巴兰扎
- 父（祖父次子，养祖父义子）：素敖门巴拉布尔
- 养父（父之弟）：克什克达责
- 哈屯（即妻子）：杭来扎布
  - 长子：鄂其尔呼雅克图，1930年代继任札萨克贝子爵，人称“鄂贝子”。中华人民共和国成立后，曾任伊克昭盟盟长、内蒙古自治区人大常委会副主任等职务，1984年去世。
  - 次子：嘎拉僧业喜，幼年进庙当喇嘛，后任内蒙古政协委员。[2]